# Marja' al-taqlid
Il marjaʿ al-taqlīd (in arabo مرجع التقليد; o anche marjaʿ, in italiano "fonte di imitazione", a volte traslitterato anche come marja'a) è un "Grande Ayatollah" che viene considerato come il giurista-teologo sciita duodecimano avente la maggior autorevolezza per dottrina e capacità esegetica di mujtadid per quanto riguarda i dati del Corano e delle tradizioni, diventando così fonte di doveroso tentativo di emulazione e imitazione. È una figura centrale nello sciismo, rappresentando l'Imam atteso (al-Mahdi), l'Imam nascosto che un giorno ritornerà per salvare l'umanità. 

## La figura religiosa
Il concetto di Marjaʿ al-taqlīd, si sviluppa alla fine dell'VIII secolo, a partire da quello di mujtahid all'interno della corrente sciita razionalista degli Uṣūlī. I giuristi appartenenti a questa corrente rivendicavano il loro diritto, sentito anche come un dovere, di esercitare l'ijtihād sui principi della legge.
Ad essi si opponeva la corrente degli Akhbārī che, insistendo sulla validità eterna e immutabile delle tradizioni ( akhbār ) degli imām, rifiutava categoricamente l'utilizzo della ragione umana per stabilirne la validità e giudicare le affermazioni degli Imām stessi.
La tesi, che i giuristi-teologi uṣūlī portavano a sostegno delle loro interpretazioni delle fonti trasmesse, era che non potevano essere applicate decisioni legali che fossero in contrasto con i principi razionali. Per il mujtahid (il giurista pienamente competente che pratica l'ijtihād), lo sforzo interpretativo autentico diventava quindi un dovere.
Il passaggio dalla figura del semplice mujtahid a quella, più autoritaria, del Marjaʿ al-taqlīd è segnato dall'opera di un giurista-teologo persiano, Āqā Muhammad Bāqir al-Bihbihānī, detto al-Waḥīd (l'Unico). Egli imponeva ai fedeli il rispetto delle deduzioni dei mujtahid che, essendo derivate da uno sforzo razionale, hanno una validità indiscutibile. Inoltre, riprendeva l'antica teoria secondo cui i giuristi sarebbero stati gli “eredi del Profeta” (concetto che sarà sviluppato da uno dei suoi allievi, Mulla Aḥmad Naraqī, che parlerà per la prima volta del mandato del giurista a governare e che sarà ripreso dall'imam Khomeyni, come ideologia fondante della Rivoluzione iraniana del 1978-79).
Dopo la sua morte, l'autorità dei mujtahid continuò ad aumentare e, nel corso del XIX secolo, il loro ruolo diventò sempre più simile a quello degli stessi Imām.
Si sviluppa, così, il concetto di marjaʿiyya, che porta alla ricerca del più erudito fra tutti i giuristi, che per la sua esperienza e competenza, è riconosciuto come marjaʿ al-taqlīd, fonte di emulazione.
Perché il comportamento religioso del fedele sia corretto, è necessario che egli imiti il comportamento del marjaʿ al-taqlīd e non solo in ambito religioso e dottrinale, la cui autorità risulta quindi assai maggiore rispetto a quella degli altri mujtahid, che gli sono di fatto subordinati.
Viene così a crollare la tradizionale uguaglianza di tutti i mujtahid per quanto riguarda la loro autorità e nasce un acceso dibattito per stabilire chi, in ogni dato periodo, sia degno di rivestire tale titolo, quali siano i criteri per stabilirlo e quali i limiti della sua sfera di competenza.
Sono annoverate sei qualità che il marjaʿ al-taqlīd, con accordo unanime dei giuristi-teologi sciiti, deve assolutamente possedere: la maturità, la sanità mentale, l'essere di sesso maschile, la fede, la giustizia e la legittimità di nascita. Ha poi una grande importanza il numero di fedeli che lo scelgono come guida, non essendoci un'autorità superiore a designarlo.
Presto hanno cominciato a crearsi delle fratture e spesso diverse persone hanno rivestito il ruolo di marjaʿ al-taqlīd contemporaneamente, tanto che l'ultimo ad essere stato riconosciuto unanimemente è stato Mirza Muhammad Hasan Shirazi (m. 1895).
Non manca neppure un certo qual dissenso su quale sia la città più autorevole per l'Islam sciita, se Najaf in Iraq (dove è il luogo di sepoltura del primo Imam, 'Ali ibn Abi Talib o Qom, in Iran, sviluppatasi dopo che in Persia fu introdotto in modo cogente lo Sciismo dai Safavidi.
Secondo l'Hojjatoleslam Mahdi Hassan Zadeh, direttore dell'Assemblea mondiale Aalulbayt, che si dedica alla diffusione della cultura sciita nel mondo, Najaf era una volta la località in assoluto più importante
(Sistani, Qom: In the wired heart of Shi'ism di Pepe Escobar su Atimes.com del 31 agosto 2005)
Sono oggi considerati marjaʿ i giuristi sciiti duodecimani  più autorevoli e quello attuale non è tanto l'Ayatollah ʿAlī al-Khameneī in Iran, quanto l'Ayatollah ʿAlī al-Sistānī in Iraq. In precedenza è stato l'Ayatollah Khomeynī a riscuotere i maggiori consensi.
L'elenco di costoro risale fino al VII secolo.